# 질병 장사

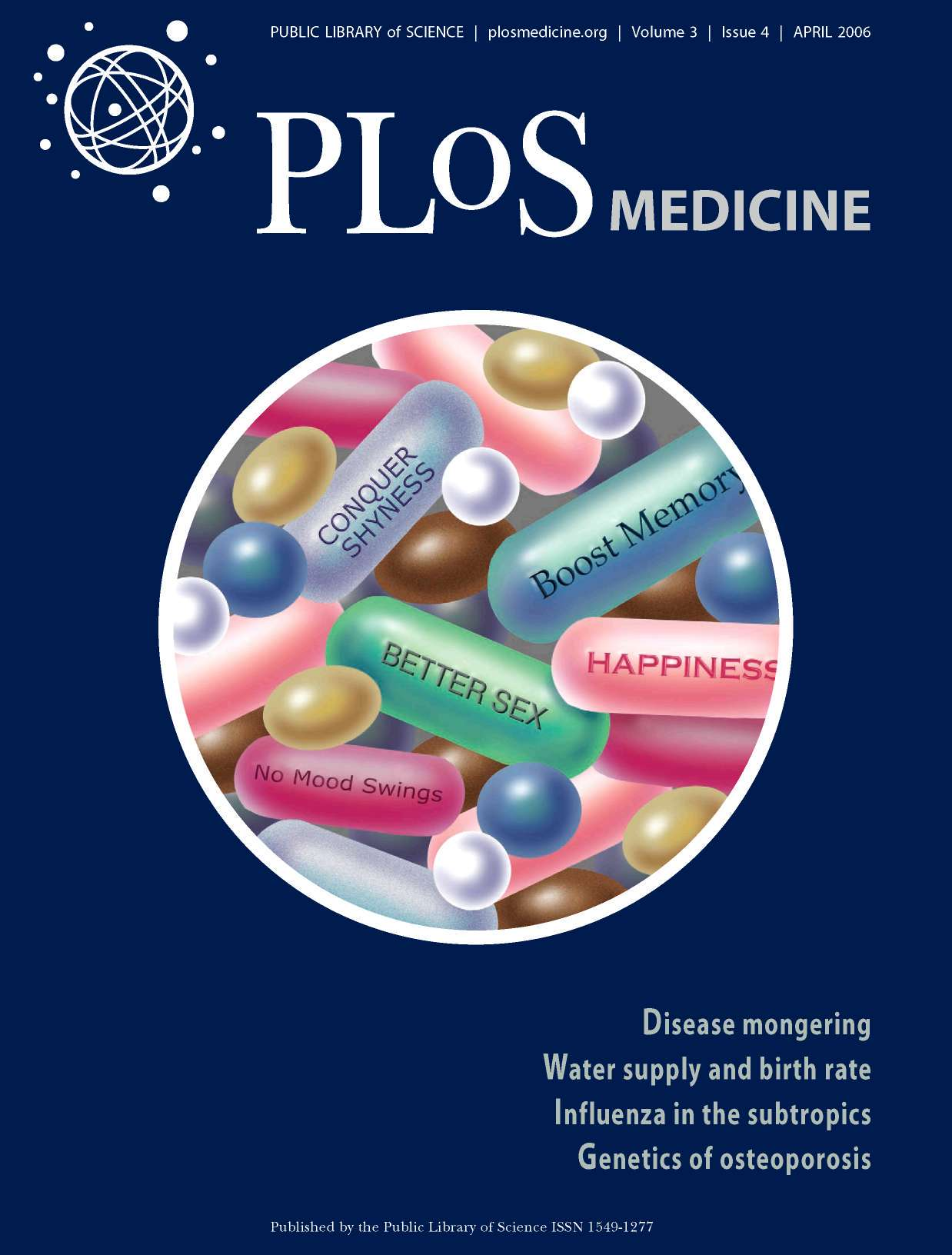
PLoS 메디슨의 '질병 장사'에 관한 기사 모음(2006년)

질병 장사(Disease Mongering)는 치료 시장을 확대하기 위해 질병의 진단 범위를 넓히고 대중의 인식을 공격적으로 홍보하는 관행을 경멸하는 용어이다.
치료법을 판매하고 제공함으로써 이익을 얻는 주체 중에는 제약회사, 의사, 대체 의료인 및 기타 전문가 또는 소비자 조직이 있다. 이는 허위나 인식할 수 없는 진단을 퍼뜨리는 것과는 다르다.

## 예
호주 언론인 레이 모이니한(Ray Moynihan)은 제약 산업이 이익을 확대하기 위해 질병 장사에 관여하며 시민에게 해를 끼친다고 주장했다. 이 기사에서 그가 골다공증을 "가짜" 질병의 예로 사용한 것은 영국 국립 골다공증 협회 회장의 분노한 반박을 불러일으켰으며, 그 기사는 골다공증이 있는 사람들을 모욕하고 골절로 인해 장애를 일으킬 수 있는 위험을 매우 과소평가했다고 말했다. 모이니한은 2006년 BMJ 만우절 호에 "과학자들이 새로운 질병을 발견함: 동기부여 결핍 장애"라는 제목으로 질병 장사에 대한 풍자를 게재했다.
질병 장사 사례로 인용된 다른 질환으로는 하지 불안 증후군, 테스토스테론 결핍, 발기 부전, 성욕 저하 장애 등이 있다. 이러한 상태 중 일부는 전문 의학 협회와 국립 보건 임상 연구소(National Institute of Health and Clinical Excellence)에서 의학적 장애로 인정된다. 2014년 FDA 자문 위원회는 테스토스테론 대체 요법 제품 사용과 관련된 심혈관 위험 증가 가능성으로 인해 테스토스테론 대체 요법 제품의 사용을 제한하기로 투표했다.
PLoS 메디슨에 보고된 2006년 뉴사우스웨일즈 뉴캐슬 국제 회의에서는 질병 장사 현상을 조사했다.

## 같이 보기
- 의료화